# کندال رایان
کندال رایان (انگلیسی: Kendall Ryan؛ زادهٔ ۱۰ اوت ۱۹۹۲) دوچرخه‌سوار اهل ایالات متحده آمریکا است.